# Danny McCarthy
Danny McCarthy is een Amerikaanse acteur die woonachtig is in Chicago. Danny's rol als Special agent Danny Hale in Prison Break maakte hem wereldwijd bekend. Danny McCarthy ís een medewerker aan het A Red Orchid Theatre in Chicago. Hij volgde een opleiding aan de Webster University Conservatory of Theatre Arts. 